# Oswald Carver
Oswald Armitage Carver (* 2. Februar 1887 in Marple; † 7. Juni 1915 nahe Gelibolu, Osmanisches Reich) war ein britischer Ruderer.

## Karriere
Carver wurde 1887 in Marple als Sohn eines Besitzers einer Baumwollspinnerei geboren. Er besuchte zunächst die Charterhouse School und anschließend das Trinity College der University of Cambridge.
1908 gewann er mit der Mannschaft der University of Cambridge das Boat Race gegen Oxford. Im selben Jahr nahm er an den Olympischen Spielen in London teil und gewann mit dem Achter die Bronzemedaille.
Nach Abschluss seiner Ausbildung trat er in das Unternehmen seines Vaters ein und engagierte sich in der Pfadfinderbewegung. Später nahm er eine Stelle bei der East Lancashire Company of the Royal Engineers an.
Einige Wochen nach Ausbruch des Ersten Weltkriegs meldete er sich freiwillig zum Dienst, wurde jedoch aufgrund seines schlechten Gehörs zunächst abgelehnt. Seine zweite Bewerbung einen Monat später war erfolgreich. Im September 1914 wurde er nach Ägypten entsandt und dort zum Captain befördert. Kurz darauf erfolgte seine Versetzung zur Unterstützung des Manchester Regiment auf die Halbinsel Gallipoli.
Im Juni 1915 wurde Carver in der Dritten Schlacht von Krithia durch einen Schuss in den Rücken schwer verletzt. Drei Tage später erlag er seinen Verletzungen. Sein Bruder Basil fiel 1916 ebenfalls im Gefecht.
Seine Witwe Elizabeth heiratete 1927 Bernard Montgomery.